# 瓦什卡河
64°54′44″N 45°41′55″E / 64.91222°N 45.69861°E

瓦什卡河是俄羅斯的河流，流经该国的科米共和国和阿爾漢格爾斯克州，屬於梅津河的左支流，河道全長605公里，流域面積約21,000平方公里，每年十月至翌年五月結冰，在1990年代前被用作浮運木材。